# Calcio Lecco 1912 2024-2025
Questa voce raccoglie le informazioni riguardanti il Calcio Lecco 1912 nelle competizioni ufficiali della stagione 2024-2025.

## Divise e sponsor
La maglia da casa e quella da trasferta vengono svelate tramite i canali ufficiali del club ad agosto 2024; entrambe realizzate in microfibra di poliestere, sono state disegnate secondo il consiglio della stessa tifoseria bluceleste e di alcune squadre provinciali di Lecco. La prima divisa presenta la tradizionale palatura verticale bluceleste, di colore più tenue rispetto ai precedenti modelli. La seconda divisa è invece un total white con girocollo bianco e una banda orizzontale bluceleste in alto, con il dettaglio sempre bluceleste sulle maniche. Il completo alternativo è annunciato solo ad ottobre: granata con inserti celesti, è adornato dalla raffigurazione del Campanile di San Nicolò, alto 96 metri, in basso, mentre sul retro compare il profilo del Resegone, monte a cavallo tra le provincie di Lecco e Bergamo. Infine, al posto del logo societario, il simbolo dell'aquila che gremisce un pallone da calcio. Tutte e tre le divise hanno in comune la bandiera italiana stampata dentro il colletto e il lexend per nomi e numeri, un font inclusivo che aiuta a leggere più velocemente.
Il fornitore tecnico è Legea. Il main sponsor è Cantine Pirovano, il back sponsor Galperti S.r.l., lo sleeve sponsor Terre Bentivoglio (marchio di proprietà Pirovano) e lo sponsor sui pantaloncini Fiocchi Munizioni.
| Casa | Trasferta | Terza divisa |

## Organigramma societario
Dal sito internet ufficiale della società.
Consiglio d'Amministrazione
- Presidente: Aniello Aliberti
- Vice Presidente: Francesco Aliberti
- Amministratore delegato: Michele Aliberti
- Presidente Onorario: Angelo Battazza

Area Organizzativa
- Club Manager: Michelangelo Vitali
- Segretario Generale: Nicodemo Cecconi
- Team Manager: Franco Mandia
- SLO: Ottavio Viola
- Responsabile Biglietteria: Marco Bolis
- Delegato alla sicurezza: Simone Maggioni

Area Amministrativa Finanza e Controllo
- Responsabile: Francesco Micheli

Area Comunicazione e Ufficio Stampa
- Responsabili: Giorgio Dusi, Nicole Palazzolo

Staff tecnico
- Direttore Sportivo: Antonio Minadeo[12]
- Allenatore: Francesco Baldini fino al 28 ottobre 2024,[13] poi Gennaro Volpe fino al 4 febbraio 2025,[14] poi Federico Valente[15]
- Allenatore in seconda: Luciano Mularoni fino al 28 ottobre 2024,[13] poi Massimiliano Bongiorni fino al 4 febbraio 2025,[14] poi Nicolò Cherubin
- Preparatore atletico: Diego Gemignani fino al 28 ottobre 2024,[13] poi Edoardo Colla[16]
- Preparatore dei Portieri: Davide Bertaccini fino al 28 ottobre 2024,[13] poi Carlo Zotti[16]
- Collaboratore tecnico: Claiton fino al 28 ottobre 2024[13]
- Collaboratore atletico: Alessandro Montanari dal 29 ottobre 2024[16]

Area Medica
- Medico sociale: Andrea Poli
- Responsabile Area Fisioterapica: Simone Borgonovo

## Rosa
| N. |                     | Ruolo | Calciatore                        |
| -- | ------------------- | ----- | --------------------------------- |
| 1  | Italia (bandiera)   | P     | Jacopo Furlan                     |
| 2  | Croazia (bandiera)  | D     | Vedran Celjak (capitano)          |
| 2  | Italia (bandiera)   | C     | Christian Di Bitonto              |
| 3  | Camerun (bandiera)  | D     | Jean-Claude Billong               |
| 4  | Italia (bandiera)   | D     | Luca Marrone (capitano)           |
| 5  | Italia (bandiera)   | D     | Samuele Oliva                     |
| 6  | Italia (bandiera)   | C     | Salvatore Dore                    |
| 6  | Suriname (bandiera) | C     | Djavan Anderson                   |
| 7  | Turchia (bandiera)  | C     | Teoman Gündüz                     |
| 7  | Italia (bandiera)   | C     | Davide Grassini                   |
| 8  | Italia (bandiera)   | C     | Enrico Di Gesù                    |
| 9  | Senegal (bandiera)  | A     | Fallou Sene                       |
| 10 | Italia (bandiera)   | A     | Nicolò Buso                       |
| 10 | Italia (bandiera)   | A     | Daniele Rocco                     |
| 10 | Haiti (bandiera)    | C     | Christopher Attys                 |
| 11 | Italia (bandiera)   | A     | Alessandro Galeandro              |
| 12 | Senegal (bandiera)  | P     | Amadou Fall                       |
| 13 | Italia (bandiera)   | D     | Matteo Battistini (vice capitano) |
| 14 | Italia (bandiera)   | D     | Luca Stanga                       |
| 16 | Italia (bandiera)   | D     | Manuel Ferrini                    |
| 17 | Polonia (bandiera)  | A     | Jan Żuberek                       |
| 18 | Italia (bandiera)   | A     | Lorenzo Pinzauti                  |

| N. |                      | Ruolo | Calciatore               |
| -- | -------------------- | ----- | ------------------------ |
| 19 | Moldavia (bandiera)  | C     | Artur Ioniță             |
| 19 | Norvegia (bandiera)  | A     | Julian Kristoffersen     |
| 20 | Italia (bandiera)    | C     | Carlo Ilari              |
| 21 | Italia (bandiera)    | A     | Mattia Tordini           |
| 21 | Italia (bandiera)    | C     | Niccolò Zanellato        |
| 22 | Argentina (bandiera) | P     | Joaquin Domingo Dalmasso |
| 23 | Italia (bandiera)    | C     | Francesco Ceola          |
| 25 | Croazia (bandiera)   | A     | Leon Šipoš               |
| 26 | Italia (bandiera)    | C     | Marco Frigerio           |
| 27 | Francia (bandiera)   | D     | Corentin Louakima        |
| 28 | Italia (bandiera)    | C     | Andrea Marino            |
| 32 | Italia (bandiera)    | D     | Franco Lepore            |
| 33 | Italia (bandiera)    | D     | Andrea Beghetto          |
| 33 | Italia (bandiera)    | C     | Jason Anastasini         |
| 37 | Austria (bandiera)   | C     | Manuel Martic            |
| 39 | Italia (bandiera)    | D     | Giacomo Cavallini        |
| 70 | Italia (bandiera)    | A     | Flavio Di Dio            |
| 74 | Italia (bandiera)    | C     | Nicolò Tondi             |
| 77 | Ecuador (bandiera)   | C     | Alejandro Mendoza        |
| 80 | Italia (bandiera)    | D     | Marwane Kritta           |
| 96 | Italia (bandiera)    | C     | Giorgio Galli            |
| 99 | Italia (bandiera)    | D     | Vincenzo Polito          |

## Calciomercato

### Sessione estiva(dal 01/07 al 30/08)
| Acquisti         | Acquisti                 | Acquisti           | Acquisti                                          |
| R.               | Nome                     | da                 | Modalità                                          |
| ---------------- | ------------------------ | ------------------ | ------------------------------------------------- |
| P                | Jacopo Furlan            | Catania            | definitivo                                        |
| D                | Marwane Kritta           | Ponte San Pietro   | definitivo                                        |
| D                | Andrea Beghetto          | Pisa               | prestito                                          |
| C                | Enrico Di Gesù           | Fiorenzuola        | definitivo                                        |
| C                | Alejandro Mendoza        | Fiorentina         | definitivo                                        |
| C                | Teoman Gündüz            | Triestina          | prestito con diritto di riscatto e controriscatto |
| C                | Salvatore Dore           | Cremonese          | prestito                                          |
| A                | Daniele Rocco            | Legnago            | svincolato                                        |
| A                | Leon Šipoš               | Trento             | definitivo                                        |
| A                | Jan Żuberek              | Inter              | prestito                                          |
| Altre operazioni |                          |                    |                                                   |
| R.               | Nome                     | da                 | Modalità                                          |
| P                | Joaquin Domingo Dalmasso | Monopoli           | fine prestito                                     |
| P                | Amadou Fall              | Union Clodiense CS | fine prestito                                     |
| D                | Matteo Battistini        | Crotone            | fine prestito                                     |
| D                | Luca Marrone             | Cremonese          | fine prestito                                     |
| D                | Luca Stanga              | Juve Stabia        | fine prestito                                     |
| C                | Carlo Ilari              | Lumezzane          | fine prestito                                     |
| C                | Francesco Ardizzone      | Monopoli           | fine prestito                                     |
| A                | Lorenzo Pinzauti         | Renate             | fine prestito                                     |
| A                | Mattia Tordini           | Padova             | fine prestito                                     |
| A                | Doudou Mangni            | Alessandria        | fine prestito                                     |
| A                | Alessandro Galeandro     | Gubbio             | fine prestito                                     |

| Cessioni         | Cessioni               | Cessioni         | Cessioni                         |
| R.               | Nome                   | a                | Modalità                         |
| ---------------- | ---------------------- | ---------------- | -------------------------------- |
| P                | Riccardo Melgrati      | SPAL             | rescissione consensuale          |
| P                | Eugenio Lamanna        |                  | svincolato                       |
| D                | Alessandro Caporale    | Cosenza          | definitivo                       |
| D                | Elio Capradossi        |                  | svincolato                       |
| D                | Alessandro Bianconi    |                  | rescissione consensuale          |
| C                | Giovanni Crociata      |                  | rescissione consensuale          |
| C                | Gabriel Lunetta        |                  | svincolato                       |
| C                | Francesco Ardizzone    | Taranto          | definitivo                       |
| C                | Davide Guglielmotti    |                  | svincolato                       |
| A                | Lorenzo Pinzauti       |                  | rescissione consensuale          |
| A                | Nicolò Buso            | Catanzaro        | prestito con obbligo di riscatto |
| A                | Vittorio Parigini      |                  | svincolato                       |
| Altre operazioni |                        |                  |                                  |
| R.               | Nome                   | a                | Modalità                         |
| P                | Umberto Saracco        | Audace Cerignola | fine prestito                    |
| P                | Luca Bonadeo           | Modena           | fine prestito                    |
| D                | Mario Ierardi          | L.R. Vicenza     | fine prestito                    |
| D                | Mats Lemmens           | Lecce            | fine prestito                    |
| D                | Zinedin Smajlović      | Lecce            | fine prestito                    |
| C                | Alessandro Sersanti    | Juventus         | fine prestito                    |
| C                | Duccio Degli Innocenti | Empoli           | fine prestito                    |
| C                | Artur Ioniță           | Pisa             | fine prestito                    |
| C                | Marcin Listkowski      | Lecce            | fine prestito                    |
| A                | Eddie Salcedo          | Inter            | fine prestito                    |
| A                | Andrija Novakovich     | Venezia          | fine prestito                    |
| A                | Roberto Inglese        | Parma            | fine prestito                    |
| A                | Giacomo Beretta        | Foggia           | fine prestito                    |
| A                | Henri Salomaa          | Lecce            | fine prestito                    |

### Sessione invernale(dal 02/01 al 03/02)
| Acquisti         | Acquisti          | Acquisti    | Acquisti                         |
| R.               | Nome              | da          | Modalità                         |
| ---------------- | ----------------- | ----------- | -------------------------------- |
| D                | Vincenzo Polito   | SPAL        | prestito                         |
| D                | Manuel Ferrini    | Monopoli    | definitivo                       |
| D                | Giacomo Cavallini | Reggiana    | prestito                         |
| C                | Manuel Martic     | Legnago     | definitivo                       |
| C                | Andrea Marino     | Trapani     | prestito                         |
| C                | Davide Grassini   | Carrarese   | definitivo                       |
| C                | Niccolò Zanellato | Catania     | definitivo                       |
| C                | Christopher Attys | Triestina   | prestito con diritto di riscatto |
| A                | Flavio Di Dio     | Juve Stabia | prestito                         |
| A                | Fallou Sene       | Frosinone   | prestito                         |
| Altre operazioni |                   |             |                                  |
| R.               | Nome              | da          | Modalità                         |

| Cessioni         | Cessioni            | Cessioni   | Cessioni                |
| R.               | Nome                | a          | Modalità                |
| ---------------- | ------------------- | ---------- | ----------------------- |
| D                | Jean-Claude Billong |            | rescissione consensuale |
| D                | Vedran Celjak       |            | rescissione consensuale |
| D                | Corentin Louakima   |            | rescissione consensuale |
| C                | Carlo Ilari         | Ravenna    | prestito                |
| C                | Artur Ioniță        | Triestina  | definitivo              |
| C                | Giorgio Galli       | Lucchese   | definitivo              |
| A                | Daniele Rocco       | Pro Patria | definitivo              |
| A                | Mattia Tordini      | Messina    | prestito                |
| Altre operazioni |                     |            |                         |
| R.               | Nome                | a          | Modalità                |
| D                | Andrea Beghetto     | Pisa       | fine prestito           |
| C                | Teoman Gündüz       | Triestina  | fine prestito           |
| C                | Salvatore Dore      | Cremonese  | fine prestito           |
| A                | Jan Żuberek         | Avellino   | fine prestito           |

### Operazioni esterne alle sessioni
| Acquisti | Acquisti             | Acquisti | Acquisti   |
| R.       | Nome                 | da       | Modalità   |
| -------- | -------------------- | -------- | ---------- |
| D        | Jean-Claude Billong  |          | svincolato |
| C        | Artur Ioniță         |          | svincolato |
| C        | Djavan Anderson      |          | svincolato |
| A        | Julian Kristoffersen |          | svincolato |

| Cessioni | Cessioni | Cessioni | Cessioni |
| R.       | Nome     | a        | Modalità |
| -------- | -------- | -------- | -------- |

## Risultati

### Serie C

#### Girone di andata
| Arbitro: | Iannello (Messina) |

|                  |           |  |
| Salvi 75’ (aut.) | Marcatori |  |

| Arbitro: | Nigro (Prato) |

|                |           |             |
| Petrovic 90+3’ | Marcatori | 14’ Marrone |

| Arbitro: | Striamo (Salerno) |

|               |           |                |
| Galeandro 31’ | Marcatori | 54’ Pannitteri |

| Novara 16 settembre 2024, ore 20:45 CEST 4ª giornata | Novara          | 0 – 0 referto | Lecco | Silvio Piola (2 217 spett.)\| Arbitro: \| Zoppi (Firenze) \| |
| Arbitro:                                             | Zoppi (Firenze) |               |       |                                                              |

| Arbitro: | Grasso (Ariano Irpino) |

|                        |           |                  |
| Celjak 30’ Ilari 90+1’ | Marcatori | 35’ (rig.) Attys |

| Arbitro: | Silvestri (Roma 1) |

|                                |           |                         |
| Kritta 46’ Ilari 62’ Šipoš 80’ | Marcatori | 8’ Toniolo 19’ Mattioli |

| Arbitro: | Manedo Mazzoni (Prato) |

|                                      |           |                         |
| Comi 36’ Iotti 45’ Bunino 73’ (rig.) | Marcatori | 14’ Galeandro 21’ Šipoš |

| Arbitro: | Andreano (Prato) |

|  |           |                            |
|  | Marcatori | 8’ Vassallo 68’ Mazzaroppi |

| Arbitro: | Angelillo (Nola) |

|                       |           |                   |
| Beretta 54’ Somma 72’ | Marcatori | 15’ (rig.) Lepore |

| Arbitro: | Canci (Carrara) |

|            |           |  |
| Ioniță 22’ | Marcatori |  |

| Arbitro: | Castellano (Nichelino) |

|                               |           |              |
| Di Molfetta 49’ Pietrelli 80’ | Marcatori | 61’ Frigerio |

| Arbitro: | Cerbasi (Arezzo) |

|           |           |  |
| Šipoš 23’ | Marcatori |  |

| Arbitro: | Frasynyak (Gallarate) |

|             |           |  |
| Carraro 83’ | Marcatori |  |

| Arbitro: | C. Esposito (Napoli) |

|                  |           |               |
| Lepore 7’ (rig.) | Marcatori | 14’ Zarpellon |

| Arbitro: | Nigro (Prato) |

|              |           |  |
| Stückler 21’ | Marcatori |  |

| Arbitro: | Mirabella (Napoli) |

|  |           |                                            |
|  | Marcatori | 61’ Liguori 76’ Bortolussi 88’ Delli Carri |

| Zanica 30 novembre 2024, ore 15:00 CET 17ª giornata | AlbinoLeffe                      | 0 – 0 referto | Lecco | AlbinoLeffe Stadium (816 spett.)\| Arbitro: \| Liotta (Castellammare di Stabia) \| |
| Arbitro:                                            | Liotta (Castellammare di Stabia) |               |       |                                                                                    |

| Arbitro: | Peletti (Crema) |

|                                                     |           |                       |
| Tordini 21’ Šipoš 65’, 79’ Ioniță 83’ Galeandro 87’ | Marcatori | 45’ (rig.) Filiciotto |

| Arbitro: | Rispoli (Locri) |

|                                                 |           |                         |
| Cassa 15’, 42’ Alessio 32’, 80’ V. Vlahović 64’ | Marcatori | 20’ Galeandro 52’ Šipoš |

#### Girone di ritorno
| Arbitro: | Caruso (Viterbo) |

|                    |           |           |
| Verde 90+6’ (rig.) | Marcatori | 82’ Šipoš |

| Arbitro: | Renzi (Pesaro) |

|           |           |                              |
| Šipoš 65’ | Marcatori | 47’ Di Carmine 61’ Vitturini |

| Arbitro: | Pasculli (Como) |

|                                              |           |  |
| Pannitteri 35’ Monachello 69’, 73’ Ferro 85’ | Marcatori |  |

| Arbitro: | Dallagà (Rovigo) |

|            |           |            |
| Kritta 10’ | Marcatori | 26’ Ongaro |

| Arbitro: | Maccorin (Pordenone) |

|             |           |             |
| Correia 33’ | Marcatori | 90’ Ferrini |

| Arbitro: | Angelillo (Nola) |

|                        |           |  |
| Milillo 24’ Jallow 86’ | Marcatori |  |

| Arbitro: | Cappai (Cagliari) |

|                                |           |                |
| De Marino 25’ (aut.) Šipoš 56’ | Marcatori | 63’ Rutigliano |

| Arbitro: | Sfira (Pordenone) |

|          |           |  |
| Calì 85’ | Marcatori |  |

| Arbitro: | Iacobellis (Pisa) |

|                             |           |             |
| Šipoš 90+2’ Zanellato 90+6’ | Marcatori | 14’ Beretta |

| Crema 1º marzo 2025, ore 15:00 CET 29ª giornata | Pergolettese       | 0 – 0 referto | Lecco | Giuseppe Voltini (866 spett.)\| Arbitro: \| Bozzetto (Bergamo) \| |
| Arbitro:                                        | Bozzetto (Bergamo) |               |       |                                                                   |

| Lecco 9 marzo 2025, ore 13:30 CET 30ª giornata | Lecco              | 0 – 0 referto | Feralpisalò | Rigamonti-Ceppi (2 760 spett.)\| Arbitro: \| Calzavara (Varese) \| |
| Arbitro:                                       | Calzavara (Varese) |               |             |                                                                    |

| Sesto San Giovanni 13 marzo 2025, ore 20:45 CET 31ª giornata | Alcione             | 0 – 0 referto | Lecco | Ernesto Breda (800 spett.)\| Arbitro: \| Di Mario (Ciampino) \| |
| Arbitro:                                                     | Di Mario (Ciampino) |               |       |                                                                 |

| Arbitro: | Vingo (Pisa) |

|          |           |                    |
| Sene 74’ | Marcatori | 36’ (aut.) Marrone |

| Arbitro: | Pizzi (Bergamo) |

|                    |           |          |
| Manfrin 79’ (rig.) | Marcatori | 5’ Šipoš |

| Arbitro: | Burlando (Genova) |

|           |           |  |
| Šipoš 21’ | Marcatori |  |

| Arbitro: | Pezzopane (L'Aquila) |

|               |           |              |
| Varas 2’, 11’ | Marcatori | 78’ Frigerio |

| Arbitro: | Peletti (Crema) |

|                             |           |              |
| Battistini 51’ Frigerio 75’ | Marcatori | 66’ Borghini |

| Arbitro: | Djurdjevic (Trieste) |

|           |           |  |
| Nessi 20’ | Marcatori |  |

| Arbitro: | Vailati (Crema) |

|  |           |               |
|  | Marcatori | 70’ Vavassori |

### Coppa Italia Serie C

#### Turni eliminatori
| Arbitro: | Renzi (Pesaro) |

|  |           |                                    |
|  | Marcatori | 27’ Liberali 66’, 90+5’ Á. Jiménez |

## Statistiche

### Statistiche di squadra
Statistiche aggiornate al 25 aprile 2025.
| Competizione         | Punti | In casa | In casa | In casa | In casa | In casa | In casa | In trasferta | In trasferta | In trasferta | In trasferta | In trasferta | In trasferta | Totale | Totale | Totale | Totale | Totale | Totale | DR  |
| Competizione         | Punti | G       | V       | N       | P       | Gf      | Gs      | G            | V            | N            | P            | Gf           | Gs           | G      | V      | N      | P      | Gf     | Gs     | DR  |
| -------------------- | ----- | ------- | ------- | ------- | ------- | ------- | ------- | ------------ | ------------ | ------------ | ------------ | ------------ | ------------ | ------ | ------ | ------ | ------ | ------ | ------ | --- |
| Serie C              | 43    | 19      | 10      | 5       | 4       | 25      | 19      | 19           | 0            | 8            | 11           | 11           | 28           | 38     | 10     | 13     | 15     | 36     | 47     | -11 |
| Coppa Italia Serie C | -     | 1       | 0       | 0       | 1       | 0       | 3       | 0            | 0            | 0            | 0            | 0            | 0            | 1      | 0      | 0      | 1      | 0      | 3      | -3  |
| Totale               | -     | 20      | 10      | 5       | 5       | 25      | 22      | 19           | 0            | 8            | 11           | 11           | 28           | 39     | 10     | 13     | 16     | 36     | 50     | -14 |

### Andamento in campionato
| Giornata  | 1 | 2 | 3 | 4 | 5 | 6 | 7 | 8  | 9  | 10 | 11 | 12 | 13 | 14 | 15 | 16 | 17 | 18 | 19 | 20 | 21 | 22 | 23 | 24 | 25 | 26 | 27 | 28 | 29 | 30 | 31 | 32 | 33 | 34 | 35 | 36 | 37 | 38 |
| --------- | - | - | - | - | - | - | - | -- | -- | -- | -- | -- | -- | -- | -- | -- | -- | -- | -- | -- | -- | -- | -- | -- | -- | -- | -- | -- | -- | -- | -- | -- | -- | -- | -- | -- | -- | -- |
| Luogo     | C | T | C | T | C | C | T | C  | T  | C  | T  | C  | T  | C  | T  | C  | T  | C  | T  | T  | C  | T  | C  | T  | T  | C  | T  | C  | T  | C  | T  | C  | T  | C  | T  | C  | T  | C  |
| Risultato | V | N | N | N | V | V | P | P  | P  | V  | P  | V  | P  | N  | P  | P  | N  | V  | P  | N  | P  | P  | N  | N  | P  | V  | P  | V  | N  | N  | N  | N  | N  | V  | P  | V  | P  | P  |
| Posizione | 4 | 6 | 7 | 6 | 5 | 4 | 7 | 10 | 10 | 10 | 11 | 8  | 11 | 11 | 11 | 12 | 12 | 11 | 11 | 13 | 13 | 14 | 15 | 16 | 16 | 16 | 16 | 15 | 15 | 15 | 15 | 15 | 15 | 13 | 14 | 13 | 13 | 13 |

Fonte:  Classifica Serie C Girone A, su tuttocampo.it.
Legenda:

Luogo: C = Casa; T = Trasferta. Risultato: V = Vittoria; N = Pareggio; P = Sconfitta.

### Statistiche dei giocatori
Sono in corsivo i calciatori che hanno lasciato la squadra a stagione in corso.
| Giocatore        | Serie C  | Serie C | Serie C     | Serie C    | Coppa Italia Serie C | Coppa Italia Serie C | Coppa Italia Serie C | Coppa Italia Serie C | Totale   | Totale | Totale      | Totale     |
| Giocatore        | Presenze | Reti    | Ammonizioni | Espulsioni | Presenze             | Reti                 | Ammonizioni          | Espulsioni           | Presenze | Reti   | Ammonizioni | Espulsioni |
| ---------------- | -------- | ------- | ----------- | ---------- | -------------------- | -------------------- | -------------------- | -------------------- | -------- | ------ | ----------- | ---------- |
| J. Anastasini    | 2        | 0       | 0           | 0          | 0                    | 0                    | 0                    | 0                    | 2        | 0      | 0           | 0          |
| D. Anderson      | 10       | 0       | 1           | 0          | 0                    | 0                    | 0                    | 0                    | 10       | 0      | 1           | 0          |
| C. Attys         | 9        | 0       | 2           | 1          | 0                    | 0                    | 0                    | 0                    | 9        | 0      | 2           | 1          |
| M. Battistini    | 26       | 1       | 5           | 0          | 1                    | 0                    | 0                    | 0                    | 27       | 1      | 5           | 0          |
| A. Beghetto      | 13       | 0       | 1           | 0          | 1                    | 0                    | 0                    | 0                    | 14       | 0      | 1           | 0          |
| J. Billong       | 6        | 0       | 2           | 0          | 0                    | 0                    | 0                    | 0                    | 6        | 0      | 2           | 0          |
| N. Buso          | 0        | 0       | 0           | 0          | 1                    | 0                    | 0                    | 0                    | 1        | 0      | 0           | 0          |
| G. Cavallini     | 11       | 0       | 0           | 0          | 0                    | 0                    | 0                    | 0                    | 11       | 0      | 0           | 0          |
| V. Celjak        | 15       | 1       | 0           | 0          | 1                    | 0                    | 0                    | 0                    | 16       | 1      | 0           | 0          |
| F. Ceola         | 1        | 0       | 0           | 0          | 0                    | 0                    | 0                    | 0                    | 1        | 0      | 0           | 0          |
| J. Dalmasso      | 6        | -7      | 0           | 0          | 0                    | -0                   | 0                    | 0                    | 6        | -7     | 0           | 0          |
| C. Di Bitonto    | 1        | 0       | 0           | 0          | 0                    | 0                    | 0                    | 0                    | 1        | 0      | 0           | 0          |
| F. Di Dio        | 15       | 0       | 1           | 0          | 0                    | 0                    | 0                    | 0                    | 15       | 0      | 1           | 0          |
| E. Di Gesù       | 22       | 0       | 1           | 0          | 1                    | 0                    | 0                    | 0                    | 23       | 0      | 1           | 0          |
| S. Dore          | 12       | 0       | 3           | 0          | 1                    | 0                    | 0                    | 0                    | 13       | 0      | 3           | 0          |
| A. Fall          | 1        | -0      | 0           | 0          | 0                    | 0                    | 0                    | 0                    | 1        | 0      | 0           | 0          |
| M. Ferrini       | 11       | 1       | 2           | 0          | 0                    | 0                    | 0                    | 0                    | 11       | 1      | 2           | 0          |
| J. Furlan        | 32       | -40     | 4           | 0          | 1                    | -3                   | 0                    | 0                    | 33       | -43    | 4           | 0          |
| M. Frigerio      | 28       | 3       | 6           | 0          | 1                    | 0                    | 0                    | 0                    | 29       | 3      | 6           | 0          |
| A. Galeandro     | 34       | 4       | 6           | 1          | 1                    | 0                    | 0                    | 0                    | 35       | 4      | 6           | 1          |
| G. Galli         | 21       | 0       | 5           | 0          | 1                    | 0                    | 0                    | 0                    | 22       | 0      | 5           | 0          |
| D. Grassini      | 12       | 0       | 2           | 0          | 0                    | 0                    | 0                    | 0                    | 12       | 0      | 2           | 0          |
| T. Gündüz        | 9        | 0       | 0           | 0          | 1                    | 0                    | 0                    | 0                    | 10       | 0      | 0           | 0          |
| C. Ilari         | 19       | 2       | 2           | 0          | 1                    | 0                    | 0                    | 0                    | 20       | 2      | 2           | 0          |
| A. Ioniță        | 15       | 2       | 4           | 0          | 0                    | 0                    | 0                    | 0                    | 15       | 2      | 4           | 0          |
| J. Kristoffersen | 9        | 0       | 0           | 0          | 0                    | 0                    | 0                    | 0                    | 9        | 0      | 0           | 0          |
| M. Kritta        | 34       | 2       | 6           | 1          | 0                    | 0                    | 0                    | 0                    | 34       | 2      | 6           | 1          |
| F. Lepore        | 18       | 2       | 1           | 0          | 0                    | 0                    | 0                    | 0                    | 18       | 2      | 1           | 0          |
| C. Louakima      | 10       | 0       | 1           | 0          | 0                    | 0                    | 0                    | 0                    | 10       | 0      | 1           | 0          |
| A. Marino        | 17       | 0       | 3           | 0          | 0                    | 0                    | 0                    | 0                    | 17       | 0      | 3           | 0          |
| L. Marrone       | 14       | 1       | 4           | 0          | 1                    | 0                    | 0                    | 0                    | 15       | 1      | 4           | 0          |
| M. Martic        | 13       | 0       | 6           | 1          | 0                    | 0                    | 0                    | 0                    | 13       | 0      | 6           | 1          |
| A. Mendoza       | 12       | 0       | 1           | 0          | 1                    | 0                    | 1                    | 0                    | 13       | 0      | 2           | 0          |
| S. Oliva         | 1        | 0       | 0           | 0          | 0                    | 0                    | 0                    | 0                    | 1        | 0      | 0           | 0          |
| L. Pinzauti      | 1        | 0       | 0           | 0          | 0                    | 0                    | 0                    | 0                    | 1        | 0      | 0           | 0          |
| V. Polito        | 5        | 0       | 2           | 0          | 0                    | 0                    | 0                    | 0                    | 5        | 0      | 2           | 0          |
| D. Rocco         | 12       | 0       | 0           | 0          | 0                    | 0                    | 0                    | 0                    | 12       | 0      | 0           | 0          |
| F. Sene          | 12       | 1       | 1           | 0          | 0                    | 0                    | 0                    | 0                    | 12       | 1      | 1           | 0          |
| L. Šipoš         | 37       | 12      | 1           | 0          | 0                    | 0                    | 0                    | 0                    | 37       | 12     | 1           | 0          |
| L. Stanga        | 13       | 0       | 5           | 0          | 0                    | 0                    | 0                    | 0                    | 13       | 0      | 5           | 0          |
| N. Tondi         | 1        | 0       | 0           | 0          | 0                    | 0                    | 0                    | 0                    | 1        | 0      | 0           | 0          |
| M. Tordini       | 20       | 1       | 5           | 0          | 1                    | 0                    | 0                    | 0                    | 21       | 1      | 5           | 0          |
| N. Zanellato     | 11       | 1       | 4           | 0          | 0                    | 0                    | 0                    | 0                    | 11       | 1      | 4           | 0          |
| J. Żuberek       | 15       | 0       | 1           | 0          | 1                    | 0                    | 0                    | 0                    | 16       | 0      | 1           | 0          |